# Нитрат гольмия(III)
Нитрат гольмия(III) — неорганическое соединение, 
соль гольмия и азотной кислоты с формулой Ho(NO3)3,
желтоватые кристаллы,
растворяется в воде,
образует кристаллогидраты.

## Получение
- Безводную соль получают действием оксида азота(IV) на оксид гольмия(III):

{\displaystyle {\mathsf {2Ho_{2}O_{3}+9N_{2}O_{4}\ {\xrightarrow {150^{o}C}}\ 4Ho(NO_{3})_{3}+6NO}}}
- Действие оксида азота(IV) на металлический гольмий:

{\displaystyle {\mathsf {Ho+3N_{2}O_{4}\ {\xrightarrow {200^{o}C}}\ Ho(NO_{3})_{3}+3NO}}}

## Физические свойства
Нитрат гольмия(III) образует желтоватые кристаллы.
Образует кристаллогидрат состава Ho(NO3)3•5H2O.
Растворяется в воде и этаноле.

## Применение
- Для производства керамики и стекла.